# ریچارد واتسون (اسقف لانداف)
ریچارد واتسون (انگلیسی: Richard Watson; ۱ ژانویهٔ ۱۷۳۷ – ۴ ژوئیهٔ ۱۸۱۶) کشیش، شیمی‌دان، و نویسنده اهل پادشاهی بریتانیای کبیر بود.
وی همچنین برندهٔ جوایزی همچون همکار انجمن سلطنتی شده‌است.